# Limbi celtice continentale
Limbile celtice continentale formează o ramură dispărută a limbilor celtice, folosită pe continentul european și contrastată cu limbi celtice insulare, vorbite până în azi pe Insulele Britanice și în Bretania. Vorbitorii limbilor celte apar în surse scrise romane și grecești sub diverse denumiri: Keltoi, Celtae, Galli și Galatae în mai multe regiuni ale Europei Occidentale și Centrale, de la Peninsula Iberică la Ardeal și Anatolia.
Din punct de vedere lingvistic, limbile celtice continentale se împărțesc în două grupuri, relația dintre care fiind un subiect de discuție printre celtiști: limba celtiberică, vorbită în Peninsula Iberică, și limba galică și dialectele sale — cisalpin, transalpin, noric, galațian și lepontin, vorbite în Galia.
Limba bretonă, în ciuda faptului că este vorbită în Europa continentală, nu aparține limbilor celtice continentale, ci limbilor britonice și este legată cu limba galeză și cornică. Unii cercetători, printre care a fost François Falc'hun, au considerat bretona să fie descendenta limbii galice, evidențele istorice și lingvistice contrazic acestei teorii.